# Masal (Verwaltungsbezirk)
Masal (persisch شهرستان ماسال) ist ein Schahrestan in der Provinz Gilan im Iran. Er enthält die Stadt Masal, welche die Hauptstadt des Verwaltungsbezirks ist.

## Kreise
- Zentral (بخش مرکزی)
- Schanderman (بخش شاندرمن)

## Demografie
Bei der Volkszählung 2016 betrug die Einwohnerzahl des Schahrestan 52.649. Die Alphabetisierung lag bei 80 Prozent der Bevölkerung. Knapp 45 Prozent der Bevölkerung lebten in urbanen Regionen.
| Zensusjahr | Einwohnerzahl |
| ---------- | ------------- |
| 2011       | 52.496        |
| 2016       | 52.649        |